# Kostas Pileas
Kostas Pileas (Pafos, 11 de diciembre de 1998) es un futbolista chipriota que juega en la demarcación de lateral izquierdo para el Pafos FC de la Primera División de Chipre.

## Selección nacional
Tras jugar en varias categorías inferiores de la selección, finalmente hizo su debut con la selección de fútbol de Chipre el 20 de junio de 2023 en un partido de clasificación para la Eurocopa 2024 contra Noruega que finalizó con un resultado de 3-1 a favor del combinado noruego tras el gol de Grigoris Kastanos para el combinado chipriota, y de Ola Solbakken y un doblete de Erling Braut Haaland para Noruega.

## Clubes
| Club                        | País   | Año       | Partidos | Goles |
| --------------------------- | ------ | --------- | -------- | ----- |
| Anorthosis Famagusta FC     | Chipre | 2017-2018 | 7        | 0     |
| Ermis Aradippou FC (cedido) | Chipre | 2018-2019 | 19       | 0     |
| Anorthosis Famagusta FC     | Chipre | 2019-2021 | 9        | 0     |
| Ethnikos Achna FC           | Chipre | 2021-2022 | 32       | 0     |
| Aris Limassol FC            | Chipre | 2022-2023 | 22       | 0     |
| Panserraikos                | Grecia | 2023-2024 | 24       | 2     |
| Pafos FC                    | Chipre | 2024-     | 31       | 0     |

## Palmarés

### Títulos nacionales
| Título                     | Club                 | País   | Año  |
| -------------------------- | -------------------- | ------ | ---- |
| Copa de Chipre             | Anorthosis Famagusta | Chipre | 2021 |
| Primera División de Chipre | Aris de Limassol     | Chipre | 2023 |
| Primera División de Chipre | Pafos FC             | Chipre | 2025 |